# Friedrich Rosler
Friedrich Rosler (* 31. Dezember 1855 in Agnetheln in Siebenbürgen, Rumänien; † 10. Oktober 1943 in Agnetheln) war ein rumäniendeutscher Mundartdichter und Autor. Er gehörte der deutschsprachigen Minderheit der Siebenbürger Sachsen im heutigen Rumänien an.
Rosler verbrachte den größten Teil seines Lebens in seinem Geburts- und Heimatort Agnetheln (rumänisch Agnita). Dort wirkte er sowohl in seinem Beruf als evangelischer ordinierter Predigerlehrer als auch als Dichter und Verfasser von Texten in Siebenbürgisch-Sächsisch. Zudem war er zeitweiliger Schriftleiter des Agnethler Wochenblattes. Darüber hinaus beschäftigte er sich mit der Historie des Ortes und veröffentlichte dazu einige Schriften.
Fritz Rosler war verheiratet und hatte mit seiner Frau sechs Kinder. Er starb im Alter von 87 Jahren an Altersschwäche und wurde auf dem Friedhof von Agnetheln begraben. Sein Enkel war der Journalist, Schriftsteller und Hörfunkredakteur Bernhard Ohsam (1926–2001).

## Veröffentlichungen
Belletristik
- Nur Geduld. Volksstück mit Gesang in 3 Aufzügen, wird in sächsischer Mundart aufgeführt. Schmid & Co., Agnetheln 1922, OCLC 312488840.
- Lustige Gedichte in sächsischer Mundart. Ausgesucht von Marianne Folberth und Helga Lutsch. Herausgegeben von der Heimatortsgemeinschaft Agnetheln (HOG Agnetheln). HOG Agnetheln, Heilbronn 1996, DNB 1002274583.

Sachbücher
- Agnetheln in den sechziger Jahren des 19. Jahrhunderts. Josef Schmidt, Agnetheln 1920, DNB 575898097; Nachdruck: HOG Agnetheln, Heilbronn 1991, DNB 998447323.